# Agiatide
Agiatide (in greco antico: Ἀγιᾶτις?; ... – 224 a.C.) fu regina spartana, moglie di due re: Agide IV e Cleomene III e madre di Eudamida III.

## Biografia
Agiatide, figlia del ricco spartano Gilippo, fu la moglie del re di Sparta Agide IV, il promotore di una riforma istituzionale, poi fallita, che prevedeva il condono dei debiti e la ridistribuzione delle terre.
Leonida II, l'altro re, dopo aver fatto uccidere Agide nel 241 a.C. per aver favoreggiato la sua precedente deposizione, avvenuta ad opera dell'eforo Lisandro, costrinse la giovane vedova a sposare il suo ancor più giovane figlio ed erede al trono, Cleomene III.
Nella Vita di Cleomene, lo storico Plutarco attribuisce proprio ad Agiatide l'opera di convincimento del nuovo marito sull'efficacia che avrebbe avuto la riforma propugnata dal precedente consorte, tanto che Cleomene, una volta salito al trono alla morte di Leonida nel 235 a.C., proseguì la riforma di Agide stesso, anche se era stata avversata ed ostacolata con tutti i mezzi dal padre.
Secondo Plutarco stesso, Cleomene era molto innamorato di Agiatide, tanto che non riusciva nemmeno a stare lontano da lei per molto tempo: quando era impegnato in una spedizione militare, non mancava mai di tornare temporaneamente a Sparta, appena ne aveva l'occasione, al solo scopo di rivederla, anche solo per poche ore.
Proprio mentre Cleomene era impegnato militarmente nella cosiddetta guerra cleomenea, e più precisamente mentre si trovava a Tegea dopo aver perso la città di Argo ad opera dei nemici Arato ed Antigono III Dosone, un messaggero gli portò la notizia dell'improvvisa morte dell'amata moglie (224 a.C.).
Agiatide ebbe un figlio da Agide, che regnò come Eudamida III, e due figli da Cleomene. Questi ultimi furono fatti uccidere, assieme alla loro nonna Cratesiclea, dal re d'Egitto Tolomeo IV nel 219 a.C. dopo che l'ex re di Sparta, che si trovava ad Alessandria come ostaggio, aveva tentato invano di ribellarsi.